# Deux hommes dans Manhattan
Deux hommes dans Manhattan is een Franse misdaadfilm uit 1959 onder regie van Jean-Pierre Melville.

## Verhaal
Twee journalisten doen in Manhattan onderzoek naar de geheimzinnige verdwijning van een Franse VN-diplomaat. Hun enige aanknopingspunt is een foto met twee vrouwen.

## Rolverdeling
| Acteur           | Personage              |
| ---------------- | ---------------------- |
| Pierre Grasset   | Pierre Delmas          |
| Christiane Eudes | Anne Fèvre-Berthier    |
| Ginger Hall      | Judith Nelson          |
| Colette Fleury   | Françoise Bonnot       |
| Monique Hennessy | Gloria                 |
| Glenda Leigh     | Virginia Graham        |
| Jean Darcante    | Rouvier                |
| Michèle Bailly   | Bessie Reed            |
| Paula Déhelly    | Mevrouw Fèvre-Berthier |
| Nancy Delorme    |                        |
| Carole Sands     |                        |
| Gloria Kayser    | Meisje                 |
| Barbara Hall     |                        |
| Monica Ford      |                        |
| Billy Beck       | Partner van Judith     |